# WEH 4
Die normalspurige Tenderlokomotive WEH 4 war eine von der Bauserie IBT 1–5 und ZFE 13–15 abgeleitete dreiachsige Lokomotive und wurde von Borsig 1906 gebaut.
Die Unterschiede zu der als Borsig-Werklok bezeichneten Maschine sind nur minimal. Die Lokomotive wurde 1944 von den Osthannoverschen Eisenbahnen übernommen und erhielt die Betriebsnummer 89 152. Die Lokomotive wurde 1960 ausgemustert.

## Geschichte

### Kleinbahn Winsen–Evendorf–Hützel
Nachdem Borsig die ersten Lokomotiven der Serie Borsig-Werklok gebaut hatte, beschaffte die Kleinbahn Winsen–Evendorf–Hützel eine ähnliche Tenderlokomotive der Bauart C n2t. Die Ausgestaltung des Sommerfahrplanes und von der Staatsbahn eingelegte Sonntagszüge machten den Kauf einer vierten Lokomotive zu den drei vorhandenen Lokomotiven der Bauart T 3 erforderlich. Diese wurde im August 1908 an die Firma K. Schmidt in Hannover geliefert und trug die Borsig-Fabriknummer 6806. Von der Kleinbahn erhielt sie den Namen Hützel sowie die Betriebsnummer 4.:63 Die Lokomotive war gegenüber der Borsig-Werklok in der Dampfmaschine geringer dimensioniert und besaß größere Wasservorräte.

### Osthannoversche Eisenbahnen
Bilder aus den 1950er Jahren zeigen eine technisch veränderte Lokomotive. Der Grund der von der OHE vorgenommenen Umbauten ist nicht bekannt. Möglicherweise hat sie ein neues Fahrwerk erhalten. Kesselpartie und Führerhaus blieben unverändert.:151 Die Wasserkästen wurden bis hinter den ersten Radsatz verlängert und das Fahrgestell mit einer Heusinger-Steuerung ausgerüstet.
Sie wurde lange im Einsatz verwendet und 1960 ausgemustert.:151

## Konstruktion

### Ursprungsausführung
Im Unterschied zu den Borsig-Werklok hatte sie einen Knick in der Führerhausrückwand. Sie besaß einen Blechrahmen mit integriertem Wasserkasten. Vor dem Führerhaus lagen kurze seitliche Kohlekästen und weitere Wasserkästen. Die Achsanordnung war von der pr. T 3 übernommen worden. Angetrieben wurde der zweite Radsatz, die Steuerung soll in der Ursprungsausführung noch der Bauart Allan entsprochen haben.:151 Die innere Steuerung erfolgte mit Flachschiebern. Der Kreuzkopf wurde einschienig auf der Gleitbahn geführt. Die Zylinder hatten einen  Durchmesser von 432 mm.:157
Der Kessel bestand aus zwei Schüssen, auf dem vorderen Schuss war der Dampfdom mit dem Regler untergebracht, auf dem hinteren der Sandkasten. Der Rost des Stehkessels war geringfügig kleiner als bei den Borsig-Werklok, ebenfalls war die Heizfläche etwas verkleinert ausgeführt. Auf dem Stehkessel vor dem Führerhaus war das Sicherheitsventil der Bauart Ramsbotton untergebracht.
Vorhanden waren eine Handbremse und eine indirekte Bremse Bauart Knorr, es wurden die zweite und dritte Achse von vorn abgebremst. Die dafür benötigte Druckluft wurde von einem zweistufigen Luftpresser erzeugt, der rechts hinter der Rauchkammer saß. Der handbetätigte Sandstreuer sandete den Treibradsatz von vorn und hinten. Die Beleuchtung des Fahrzeuges war ursprünglich eine Petroleumbeleuchtung, bei der OHE wurde diese durch eine elektrische Beleuchtung mit einem Turbogenerator ersetzt.